# ズィーコ・ファン・ダイク

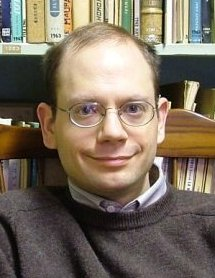
ズィーコ・ファン・ダイク 2005年 ロッテルダムにて

ズィーコ・ファン・ダイク（Ziko van Dijk, 1973年 - ）はドイツ人のエスペランティスト。洗礼名はマルクス (Marcus) だが、彼は小学校の時以来のあだ名であるズィーコを気に入っている。ズィーコはドイツ語の個人名のズィコゼック (Sikosek) の短縮形である。ファン・ダイクはオランダ語読みである。
ノルトライン＝ヴェストファーレン州のキルヒヘレンに生まれ、グラットベックで育った。1992年にアビトゥーアに合格。ボーフム、ユトレヒト、ケルンでの学習後、歴史学の修士となり、ドイツ語の文献学も修めた。2006年にユトレヒトで博士号を取得。ドイツ語、オランダ語、エスペラント、英語を話すことができ、フランス語も少し話すことができる。現在はオランダ東部に住んでいる。

## エスペラント運動
ドイツエスペラント青年団とドイツエスペラント協会 (GEA) で活動し、GEAでは宣伝と機関誌Esperanto aktuellの編集者を務めた。2003年2月から2005年までヘクター・ホドラー図書館で司書を務めた。彼はエスペラントの歴史とPlena Ilustrita Vortaro de Esperantoを扱うYahoo!グループの管理者である。

## 著作
※Ziko Marcus Sikosek名義の著作あり
- 『神話なしのエスペラント』Esperanto sen mitoj（フランドルエスペラント連盟 1999年,2003年） ISBN 90-71205-70-3
- Tiel sonis...（ヘクター・ホドラー図書館 2003年,2004年）
- Sed homoj kun homoj（世界エスペラント協会 2005年) ISBN 92-9017-087-5
- Die neutrale Sprache （Skonpres 2006年）ISBN 978-83-89962-03-4
- Informado praktike （フランドルエスペラント連盟 2007年）ISBN 978-90-77066-29-4